# Gudo Visconti
Gudo Visconti är en ort och kommun i storstadsregionen Milano, innan 31 december 2014 i provinsen Milano, i regionen Lombardiet i Italien. Kommunen hade 1 651 invånare (2018).